# Петров, Павел Максимович
Павел Максимович Петров (14 марта 1902, Иципино, Санкт-Петербургская губерния — 1968, Одесса) — советский военачальник, полковник авиации (20.11.1939).

## Биография
Родился 14 марта 1902 года в деревне Иципино Ямбургского уезда . Русский. Член КПСС.

### Гражданская война
В Гражданскую войну в сентябре 1918 года добровольно вступил в РККА и был направлен в 12-й истребительный авиаотряд Западного фронта. В апреле 1919 года переведен сотрудником в особый отдел 2-й бригады 7-й армии Петроградского фронта. В октябре по заданию особого отдела бригады находился на территории, занятой белогвардейскими войсками. В апреле 1920 года был переведен в Кронштадт для учёбы на курсах электриков при Управлении артиллерии Кронштадтской крепости. В ноябре 1920 года, в связи с расформированием курсов, был демобилизован.

### Межвоенный период
В июне 1921 года Петров вновь добровольно вступил в РККА и держал вступительный экзамен в Высшую школу летчиков-наблюдателей Петроградского ВО. Однако принят не был и проходил службу в канцелярии этой же школы. В июне 1923 года зачислен курсантом в Военно-техническую школу ВВС РККА им. К. Е. Ворошилова. В декабре окончил её и был назначен мотористом во 2-ю высшую военную школу летчиков МВО в городе Липецк. В апреле 1924 года переведен старшим мотористом в 1-ю отдельную истребительную авиаэскадрилью ВВС ЛВО в Ленинграде. С декабря 1925 по август 1927 года учился в 1-й военной школе пилотов им. А. Ф. Мясникова. После окончания обучения оставлен в ней и проходил службу инструктором-летчиком, командиром звена и комиссаром эскадрильи, командиром отряда и эскадрильи.
Постановлением ЦИК СССР от 25 мая 1936 года за выдающиеся личные успехи по овладению боевой авиатехникой Петров награждён орденом Красной Звезды.
С января 1936 по январь 1937 года проходил обучение в Липецкой высшей летно-тактической школе ВВС РККА, затем был назначен командиром и комиссаром 56-й скоростной бомбардировочной авиаэскадрильи ВВС СКВО в городе Новочеркасск. С июня 1938 года исполнял должность начальника 1-го учебного авиационного центра СКВО в городе Армавир. С июня 1939 года командовал 45-м скоростным бомбардировочным авиаполком в составе 2-й армии особого назначения в городе Воронеж. С весны 1940 года находился на учёбе на 4-месячных курсах в Военно-воздушной академии РККА им. профессора Н. Е. Жуковского. 19 июля 1940 года назначается командиром 44-й авиадивизии. С 8 августа вступил в командование 7-й смешанной авиадивизией ВВС ПрибОВО.

### Великая Отечественная война
С началом Великой Отечественной войны полковник Петров продолжал командовать этой дивизией на Северо-Западном фронте. Её части в ходе приграничных боев сдерживали наступавшие немецкие части группы армий «Север» в Прибалтике, прикрывали войска фронта, отходившие к городам Старая Русса и Холм. В июле — августе они поддерживали войска 11-й и 34-й армий в ходе контрударов под Сольцами и Старой Руссой, осенью вели боевые действия в составе ВВС 34-й армии восточнее Демянска.
В январе 1942 года дивизия участвовала в Торопецко-Холмской наступательной операции, поддерживала наступление 3-й ударной армии на холмском направлении. В конце февраля она вошла в состав ВВС Калининского фронта. С 3 марта по 16 июня 1942 года полковник Петров исполнял должность командующего ВВС 3-й ударной армии на Калининском фронте. С июня он командовал сначала 6-й, а с 22 июля — 8-й запасными авиабригадами. С июня 1942 по октябрь 1943 года 8-я запасная авиабригада подготовила и отправила на фронт 8 истребительных и 12 бомбардировочных авиаполков, 122 одиночных экипажа на самолёте Пе-2.
В октябре 1943 года полковник Петров был назначен командиром 327-й авиадивизии ночных бомбардировщиков. До декабря 1944 года в дивизии проходило переучивание летного состава на новой авиатехнике, затем она совершила перелет на фронт. С января 1945 года её части начали боевую работу на 2-м Белорусском фронте в составе 5-го бомбардировочного авиакорпуса 4-й воздушной армии. Дивизия под его командованием принимала участие в Восточно-Прусской наступательной операции. В конце января 1945 года полковник Петров был отозван в Управление кадров ВВС Красной армии и зачислен в резерв офицерского состава.

### После войны
17 июля 1945 года уволен в отставку по болезни. Умер в 1968 году в Одессе.

## Награды
- орден Ленина (30.04.1945)
- орден Красного Знамени (21.02.1945)
- два ордена Красной Звезды (в.т 25.05.1936)
- Медали СССР, в том числе:
  - «20 лет Рабоче-Крестьянской Красной Армии» (1938)

Приказы (благодарности) Верховного Главнокомандующего, в которых отмечен П. М. Петров
- За овладение городами Млава и Дзялдово (Зольдау) — важными узлами коммуникаций и опорными пунктами обороны немцев на подступах к южной границе Восточной Пруссии и городом Плоньск — крупным узлом коммуникаций и опорным пунктом обороны немцев на правом берегу Вислы. 19 января 1945 года. № 232